# العلاقات النرويجية اللوكسمبورغية
العلاقات النرويجية اللوكسمبورغية هي العلاقات الثنائية التي تجمع بين النرويج ولوكسمبورغ.

## مقارنة بين البلدين
هذه مقارنة عامة ومرجعية للدولتين:
| وجه المقارنة                                              | النرويج                                                   | لوكسمبورغ                                                     |
| --------------------------------------------------------- | --------------------------------------------------------- | ------------------------------------------------------------- |
| المساحة (كم2)                                             | 385.21 ألف                                                | 2.59 ألف                                                      |
| عدد السكان (نسمة)                                         | 5.33 مليون                                                | 599.45 ألف                                                    |
| الكثافة السكانية (ن./كم²)                                 | 13.84                                                     | 231.45                                                        |
| العاصمة                                                   | أوسلو                                                     | لوكسمبورغ                                                     |
| اللغة الرسمية                                             | بوكمول، لغات السامي، نينوشك، اللغة النرويجية              | اللغة اللوكسمبورغية، لغة فرنسية، اللغة الألمانية              |
| العملة                                                    | كرونة نروجية                                              | يورو، فرنك لوكسمبورغ                                          |
| الناتج المحلي الإجمالي (بليون دولار)                      | 398.83 مليار                                              | 62.40 مليار                                                   |
| الناتج المحلي الإجمالي (تعادل القوة الشرائية) بليون دولار | 322.23 مليار                                              | 58.13 مليار                                                   |
| الناتج المحلي الإجمالي الاسمي للفرد دولار أمريكي          | 74.40 ألف                                                 | 101.45 ألف                                                    |
| الناتج المحلي الإجمالي للفرد دولار أمريكي                 | 65.61 ألف                                                 | 101.93 ألف                                                    |
| مؤشر التنمية البشرية                                      | 0.944                                                     | 0.892                                                         |
| رمز المكالمات الدولي                                      | +47                                                       | +352                                                          |
| رمز الإنترنت                                              | .no                                                       | .lu                                                           |
| المنطقة الزمنية                                           | ت ع م+01:00، ت ع م+02:00، توقيت وسط أوروبا، أوروبا/أوسلو ‏ | توقيت وسط أوروبا، ت ع م+01:00، ت ع م+02:00، أوروبا/لوكسمبورج ‏ |

## منظمات دولية مشتركة
يشترك البلدان في عضوية مجموعة من المنظمات الدولية، منها:
| علم المنظمة | اسم المنظمة                               | تاريخ انضمام النرويج | تاريخ انضمام لوكسمبورغ |
| ----------- | ----------------------------------------- | -------------------- | ---------------------- |
|             | وكالة الفضاء الأوروبية                    | 30 ديسمبر 1986       | ?                      |
|             | بنك التنمية الآسيوي                       | 1966                 | 2003                   |
|             | وكالة ضمان الاستثمار متعدد الأطراف        | 9 أغسطس 1989         | 29 أغسطس 1991          |
|             | منظمة التعاون الاقتصادي والتنمية          | ?                    | ?                      |
|             | الأمم المتحدة                             | 27 نوفمبر 1945       | 24 أكتوبر 1945         |
|             | الوكالة الدولية للطاقة                    | ?                    | ?                      |
|             | الفريق المعني برصد الأرض                  | ?                    | ?                      |
|             | مركز تنسيق الحركة في أوروبا ‏              | ?                    | ?                      |
|             | منظمة حظر الأسلحة الكيميائية              | ?                    | ?                      |
|             | منظمة التجارة العالمية                    | 1995                 | ?                      |
|             | منظمة الشرطة الجنائية الدولية             | ?                    | ?                      |
|             | البنك الإفريقي للتنمية                    | 1963                 | ?                      |
|             | منظمة الأمن والتعاون في أوروبا            | 25 يونيو 1973        | 25 يونيو 1973          |
|             | مؤسسة التنمية الدولية                     | 24 سبتمبر 1960       | 4 يونيو 1964           |
|             | حلف شمال الأطلسي                          | 4 أبريل 1949         | 4 أبريل 1949           |
|             | نظام تحكم تكنولوجيا القذائف               | 1990                 | 1990                   |
|             | يونسكو                                    | 4 نوفمبر 1946        | 27 أكتوبر 1947         |
|             | مجلس أوروبا                               | 5 مايو 1949          | ?                      |
|             | اتحاد المدفوعات الأوروبي ‏                 | ?                    | ?                      |
|             | الاتحاد البريدي العالمي                   | ?                    | ?                      |
|             | البنك الدولي للإنشاء والتعمير             | 27 ديسمبر 1945       | 27 ديسمبر 1945         |
|             | اتفاقية السماوات المفتوحة                 | ?                    | ?                      |
|             | الاتحاد الدولي للاتصالات                  | 1866                 | 2 مارس 1866            |
|             | مؤسسة التمويل الدولية                     | 20 يوليو 1956        | 4 أكتوبر 1956          |
|             | المنظمة الأوروبية لسلامة الملاحة الجوية   | 1994                 | 1960                   |
|             | المركز الدولي لتسوية المنازعات الاستشارية | 15 سبتمبر 1967       | 29 أغسطس 1970          |
|             | مجموعة أستراليا                           | 1986                 | 1985                   |
|             | مجموعة الموردين النوويين                  | ?                    | ?                      |

## وصلات خارجية
- موقع وزارة الخارجية النرويجية
- موقع وزارة الخارجية اللوكسمبورغية